# Felix Adler
Felix Adler (13. srpna 1851 Alzey, Hesensko-Darmstadtsko – 24. dubna 1933 New York) byl německo-americký filozof, náboženský a společenský reformátor.
Roku 1856 emigrovala jeho rodina do Spojených států amerických. Roku 1870 promoval na Kolumbijské univerzitě. Po dalších studiích na Humboltově univerzitě v Berlíně a Heidelbergu se stal profesorem hebrejštiny a orientální literatury na Cornellově universitě ve státě New York. Roku 1902 se stal profesorem politické a sociální etiky na Kolumbijské univerzitě. Založil v New Yorku Společnost pro etickou kulturu; v představenstvu Společnosti zasedal i otec Roberta Oppenheimera a sám Robert Oppenheimer chodil do její školy. Společnost zastávala názor, že náboženství je třeba očistit od nadpřirozených a tajemných prvků, a klást důraz na jeho morální, etický a sociální rozměr. Společnost se zaměřovala na rozvoj přírodních věd, ale i klasického literárního vzdělání.